# کاردنا
کاردنا (به اسپانیایی: Cardona, Spain) یک شهرستان در اسپانیا است که در استان بارسلون واقع شده‌است.

## خصوصیات
کاردنا ۶۶٫۳۸ کیلومترمربع مساحت و ۵٬۱۸۷ نفر جمعیت دارد و ۵۰۶ متر بالاتر از سطح دریا واقع شده‌است.